# Nayara Felix
Nayara Felix (* 23. Mai 1991 in Jaborandi, São Paulo) ist eine brasilianische Volleyballspielerin.

## Karriere
Nayara Felix spielt seit dem siebten Lebensjahr Volleyball. Sie wurde drei Mal brasilianische Meisterin. 2012 wurde sie vom deutschen Bundesligisten Köpenicker SC verpflichtet. 2013 ging sie für ein Jahr zurück nach Brasilien und spielte dort in der Superliga. Seit 2014 spielt Felix in Rumänien bei CSU Medicina Târgu Mureș.